# НАТО
Организација Сјеверноатлантског споразума (енгл. North Atlantic Treaty Organization (NATO), фр. Organisation du traité de l'Atlantique nord (OTAN)), позната по свом акрониму НАТО (од енгл. скраћенице), позната и као Сјеверноатлантски савез (енгл. North Atlantic Alliance), међувладин је војни савез 32 сјеверноамеричке и европске земаље, заснован на Сјеверноатлантском споразуму који је потписан 4. априла 1949. године. Организација представља систем колективне одбране при чему чланови организације пристају на међусобну одбрану од напада било којег спољног елемента. Сједиште НАТО-а се налази у Харену у Бриселу, док се Врховно заповједништво Савезничких снага налази у Монсу у Белгији.
Од свог оснивања, пријемом нових чланица бројност се са првобитних 12 повећала на 32 чланице. Шведска се 7. марта 2024. придружила НАТО-у као последња чланица. НАТО тренутно признаје Босну и Херцеговину, Грузију и Украјину као потенцијалне чланице. Поред чланица организације у раду учествује 21 земља чланица Партнерства за мир, са још 15 земаља укључених у институционални систем дијалога. Заједнички војни трошкови свих држава чланица НАТО-а чине око 70% свјетских трошкова. Трошкови за одбрану чланица треба да износе 2% бруто домаћег производа до 2024. године.

## Историја
Француска и Уједињено Краљевство су 4. марта 1947. године потписале Денкеркски споразум као Споразум о савезу и узајамном помоћи приликом могућег њемачког или совјетског напада у периоду након Другог свјетског рата. Овај савез је 1948. године проширен на земље Бенелукса, у облику Западне уније, а такође носи назив и Организације Бриселског споразума, основана Бриселским споразумом. Разговори о новом војном савезу који би могао укључивати и Сјеверну Америку, довели су до потписивања Сјеверноатлантског споразума 4. априла 1949. године и укључивао је државе чланице Западне уније уз додатак САД, Канаде, Португалије, Италије, Норвешке, Данске и Исланда.
Сјеверноатлантски споразум је у великој мјери био непримјенљив, до Корејског рата када је иницирано успостављање Организације Сјеверноатлантског споразума која би примјењивала споразум, кроз интегрисану војну структуру: то је укључивало успостављање Врховног заповједништва Савезничких снага 1951. године, које је усвојило војну структуру и планове Западне уније. Дужност Генералног секретара НАТО-а успостављена је 1952. као цивилни шеф организације, почеле су прве велике поморске војне вјежбе НАТО-а под називом вјежба Мејнбрејс, а савезу су приступиле Грчка и Турска. Западна Њемачка је приступила Савезу 1955. године, што је довело до стварање совјетског Варшавског пакта, а чиме су оивичене супарничке стране Хладног рата.
Сумње око односа снага између европских земаља и САД су расле и опадале, уз сумње у способност одбране НАТО-а од могуће совјетске инвазије — сумње су довеле до развоја независног француског система нуклеарног одбране и повлачењем Француске из војне структуре НАТО-а 1966. Нова демократска влада Шпаније се придружила Савезу 1982. године.
Распадом Варшавског пакта у раздобљу 1989—1991. нестао је и главни противник НАТО-а, због чега је дошло до преиспитивања сврхе, природе, задатака и главног фокуса НАТО-а на Европу. Ова промјена је почела потписивањем Споразума о конвенционалним оружаним снагама у Европи између НАТО-а и Совјетског Савеза у Паризу 1990. године, којим је предвиђена посебна војна сарадња широм континента а која је настављена до распада Совјетског Савеза у децембру 1991. године. У то вријеме, европске земље су чиниле 34% војних трошкова НАТО-а, до 2012. године, ови трошкови су опали до 21%. НАТО је отпочео и постепено проширење на нове аутономне земље средње и источне Европе и проширио своју дјелатност на политичке и хуманитарне ситуације које раније нису биле брига НАТО-а.
Након пада Берлинског зида 1989. године у Њемачкој, Савез је извршио своје прве војне интервенције у Босни и Херцеговини од 1992. до 1995. и касније у Југославији 1999. године током распада Југославије. Политички, Савез је тражио боље односе са бившим чланица Варшавског пакта, које су се придружиле Савезу 1999. и 2004. године. Чланом 5. Сјеверноатлантског споразума, од држава чланица се захтјева да пруже помоћ било којој другој држави чланици која је предмет оружаног напада, а који је први и једини пут искориштен након напада 11. септембра 2001. године, након чега су снаге распоређене у Авганистану у склопу Међународних снага за безбједносну помоћ под руководством НАТО-а. Од тада је организација искористила низ додатних улога, укључујући и слање тренера у Ирак, помагање у противпиратским операцијама, а 2011. године Савез је успоставио зону забране лета изнад Либије у складу са Резолуцијом Савјета безбједности ОУН 1973. Мање моћан члан 4, који позива само на консултације између чланица НАТО-а, позван је пет пута након инцидената у Ирачком рату, Сиријском рату и руском припајању Крима.
Прво проширење Савеза након Хладног рата било је са поновним уједињењем Њемачке 3. октобра 1990, када је бивша Источна Њемачка постала дио Савезне Републике Њемачке и Савеза. Као дио реструктурирања послије Хладног рата, војна структура НАТО-а је смањена и реорганизована, са новим снагама као што је успостављање Главног штаба Савезничког заповједништва у Европи за брзу реакцију. Распадом Совјетског Савеза дошло је до промјене војне равнотеже у Европи Споразумом о адаптацији Споразума о конвенционалним оружаним снагама у Европи, који је потписан 1999. године. Политике француског предсједника Николе Саркозија довеле су до великих реформи француског војног положаја, које су довеле до повратка пуноправног чланства Француске у Савезу 4. априла 2009. године, што је значило и повратак Француске у Војну заповједничку структуру НАТО-а, уз задржавање независног нуклеарног система.
Између 1994. и 1997. године, постављени су шири форуми за регионалну сарадњу између НАТО-а и његових сусједа, као што је Партнерство за мир, иницијатива Средоземног дијалога и Евроатлантски партнерски савјет. Стални заједнички савјет Русија—НАТО је успостављен 1998. године. Између 1999. и 2007. године НАТО је инкорпорирао земље источне и средње Европе, укључујући и неколико бивших комунистичких земаља, међу којима су: Чешка, Мађарска, Пољска, Бугарска, Естонија, Литваније, Летонија, Румунија, Словачка, Словенија, Албанија, Хрватска и Црна Гора.
Руска анексија Крима 2014. године изазвала је јаку осуду чланица НАТО-а и стварање нових „ударних” снага од 5.000 припадника са базама у Естонији, Литванији, Летонији, Пољској, Румунији и Бугарској. На Велшком самиту 2014. године, руководиоци држава чланица НАТО-а формално су отпочели да спроводе политику издвајања најмање 2% свог БДП на одбрану до 2024. године, што је раније била само неформална смјерница.

## Војне операције

### Ране операције
НАТО није водиo војне операције током Хладног рата. Након завршетка Хладног рата, прве операције, Anchor Guard 1990. и Ace Guard 1991. године, биле су подстакнуте ирачком инвазијом на Кувајт. Ваздушнодесантни авиони за рано упозорење послати су како би спровели покривеност југоисточне Турске, а касније су распоређене и снаге за брзу реакцију на том подручју.

### Босна и Херцеговина
Рат у Босни и Херцеговини је почео 1992. године, као резултат распада Југославије. Погоршање стања довело је до усвајања Резолуције Савјета безбједности ОУН 816 9. октобра 1992, а којом је уведена зона забране лета изнад средишње Босне и Херцеговине, а коју је НАТО почео спроводити 12. априла 1993. кроз операцију Спријечити лет. Од јуна 1993. до октобра 1996. године, операција Шарп гард додала је поморско спровођење ембарга на оружје и економске санкције против СР Југославије. Дана 28. фебруара 1994. године, НАТО је извршио своју прву ратну акцију пуцајући на четири авиона Ратног ваздухопловства и противваздушне одбране Војске Републике Српске због кршења зоне забране лета.
Заштитне снаге Организације уједињених нација (Унпрофор) су 10. и 11. априла 1994. године затражиле ваздушне ударе како би се заштитило сигурно подручје Горажде, а што је довело до бомбардовања команде ВРС у близини Горажда од стране два F-16 фајтинг фалкона Америчког ратног ваздухопловства. Бомбардовање је резултовало узимањем 150 припадника ОУН за отаце 14. априла. Српске снаге су обориле британски Си Харијер изнад Горажда 16. априла. Двонедјељна кампања бомбардовања положаја ВРС, операција Намјерна сила, почела је у августу 1995. године, након масакра у Сребреници.
Ваздушни напади НАТО-а 1995. године допринијели су завршетку рата, а што је резултовало потписивањем Дејтонског мировног споразума 21. новембра 1995. године. У склопу мировног споразума, НАТО је распоредио мировне снаге под мандатом ОУН под називом ИФОР, у склопу операције Заједнички подухват. Скоро 60.000 припадника НАТО-а придружило се у овој мировној миси снагама из земаља које нису чланице Сјеверноатлантског савеза. Овај мандат је прешао у мањи формат под именом СФОР, који је на почетку има 32.000 припадника и трајао је од децембра 1996. до децембра 2004. године, када је операција прешла на Снаге Европске уније (ЕУФОР) „Алтеја”. Пратећи водеће државе чланице, НАТО је почео да додјељује медаљу за службу, медаља НАТО, због учешћа у овим операцијама.

### СР Југославија
Савјет безбједности ОУН је 23. септембра 1998. године усвојио резолуцију 1199 којом је захтјевано окончање непријатељстава и надгледање примирја између албанске и југословенске стране на Косову и Метохији. Преговори које је водио посебни изасланик САД за Балкан Ричард Холбрук пропали су 23. марта 1999. и он је то питање предао НАТО-у, који је започео бомбардовање 24. марта 1999. у трајању од 78 дана. Операција Савезничка сила била је усмјерена на војне капацитете тадашње Савезне Републике Југославије. Током кризе, НАТО је распоредио једну од својих међународних снага за реакцију, Мобилне снаге Савезничке команде Европе, у Албанију као Албанске снаге (енгл. Albania Force, AFOR — Ејфор), како би испоручиле хуманитарну помоћ избјеглицама са Космета.
Иако је кампања критикована због бројних цивилних жртава бомбардовања, укључујући и бомбардовање амбасаде НР Кине у Београду, Милошевић је коначно прихватио услове међународног мировног плана 3. јуна 1999. године, чиме је рат на Космету завршен. Милошевић је 11. јуна прихватио резолуцију 1244 Савјета безбједности ОУН, под чијим мандатом је НАТО помогао успостављање Косовских снага (енгл. Kosovo Force, KFOR — Кејфор). Приближно око милион избјеглица је напустило Космет, а дио мандата КФОР-а био је да заштита хуманитарне мисије, поред спречавања даљег насиља. У периоду од августа до септембра 2001. године, НАТО је спровео операцију Богата жетва, мисију са циљем разоружавања албанских паравојних јединица у Сјеверној Македонији. Према подацима из децембар 2018. године, КФОР је у свом саставу имао око 3.642 војника из 28 земаља.
САД, УК и већина осталих чланица НАТО успротивиле су се напорима да се од Савјета безбједности ОУН тражи одобрење за војне ударе НАТО-а, попут акције против Југославије 1999, док су Француска и мањи број чланица тврдиле да је Савезу потребно одобрење Савјета безбједности. Страна коју предводе САД и УК тврди да би се тиме поткопао ауторитет Савеза и изнијели су запажање по коме би Русија и Кина уложиле право вета у СБ ОУН чиме би блокирале нападе на Југославију, а исто би могле учинити и у будућим сукобима у којима би била потребне акције НАТО-а, а чиме се урушава цјелокупна потенцијалност и сврха организације. Признавајући постхладноратовско војно окружење, НАТО је усвојио Стратешки концепт Савеза током Вашингтонског самиту у априлу 1999. године, којим је наглашена превенција сукоба и руковођење кризама.

### Авганистан
Напади 11. септембра 2001. године у САД узроковали су да се НАТО по први пут у историји организације позове на члан 5. Сјеверноатлантског споразума. У члану је наведено да се напад на било којег члана организација сматра нападом на све чланове. Позив на члан 5. је потврђено 4. октобра 2001. године када је НАТО утврдио да су напади заиста подложни условима Сјеверноатлатнског споразума. Осам званичних акција које је НАТО преузео као одговор на напад, које укључују операцију Орлова помоћ, операцију Активни напор, поморску операцију у Средоземном мору са намјером да спријечи кретање терориста или оружја за масовно уништење, као и повећање сигурности кретања бродова уопште, која је почела 4. октобра 2001. године.
Савез је показао јединство: 16. априла 2003. када је НАТО пристао да преузме заповједништво над Међународним снагама за безбједносну помоћ (МСБП), које су укључивале снаге из 42 земље. Одлука је усвојена на захтјев Њемачке и Холандије, двије земље које су предводиле МСБП у то вријеме, и свих деветнаест амбасадора НАТО је то одобрило. Предаја заповједништва НАТО-у одржано је 11. августа и означила је по први пут у историји НАТО преузео мисију изван сјеверноатлантског подручја.
МСБП је првобитно био задужен за обезбјеђивање Кабула и околнох подручја од Талибана, Ал Каиде и фракцијских ратних вођа, како би се омогућило оснивање Прелазне администрације Авганистана на челу са Хамидом Карзајем. У октобру 2003. године, Савјет безбједности ОУН одобрио је ширење мисије МСБП у Авганистану и МСБП се временом проширио у мисију у четири главне фазе у земљи.
МСБП је 31. јула 2006. године преузео војне операције на југу Авганистана из противтерористичке коалиција под вођством САД. Због интензивних борби на југу, Француска је 2011. године ескадрили борбених авиони Мираж 2000 дозволила да се пребаци у то подручје, у Кандахар, како би се ојачали напори Савеза. Током Чикашког самита 2012. године, НАТО је усвојио план за окончање рата у Авганистану и уклањању снага МСБП предвођених НАТО до краја децембра 2014. године, и замјењена је мировном мисијом Одлучна подршка.

### Тренинг мисија у Ираку
Августа 2004. године, током рата у Ираку, НАТО је оформио тренинг мисију у Ираку, мисију обуке за ирачке снаге безбједности у сарадњи са Мултинационалним снагама у Ираку предвођеним САД. Тренинг мисија је основана на захтјев Ирачке прелазне владе према одредбама Резолуције Савјета безбједности ОУН 1546. Циљ тренинг мисије био је помоћ у развоју структура и институција за обуку ирачких снага безбједности, како би Ирак изградио ефикасне и одрживе капацитете који ће се бавити потребама државе. Тренинг мисија није била борбена мисија, него посебна мисија под политичком контролом Сјевероатланског савјета НАТО. Оперативни нагласак мисије био је на обуци и менторству. Активности мисије су биле координисане са ирачким властима и замјеника командујућег генерала за савјетовање и обуку, који је уједно био и командант Тренинг мисије у Ираку. Мисија је службено закључена 17. децембра 2011. године.
Турска се прва позвала на члан 4. током састанка 2003. на почетку рата у Ираку. Турска се такође два пута позвала на овај члан 2012. године током грађанског рата у Сирији, након обарања ненаоружаног турског извиђачког авиона Ф-4 и након што је са територије Сирије пуцано из минобацача на територију Турске и поново 2015. године када се Исламска Држава Ирака и Леванта показала као пријетња турском територијалном интегритету.

### Противпиратске операције у Аденском заливу
Од 17. августа 2009. године, НАТО је распоредио ратне бродове са циљем заштите морског саобраћаја у Аденском заливу и Индијском океану од сомалских пирата, као и ради јачања морнарице и обалске страже држава регије. Операцију је одобрио Сјеверноатлантски савјет и њој су првенствено учествовали ратни бродови САД, али су била укључена пловила многих других држава. Операција Океански штит фокусирана је на заштиту бродова који су учествовали у операцији Савезнички заштитник, а који су дистрибуирали помоћ као дио мисије Свјетског програма за храну у Сомалији. Ратни бродови Русије, Кине и Јужне Кореје су такође учествовали у активностима. Ова операције је настојала одвратити и прекинути пиратске нападе, заштити бродове и подстаћи повећање општег нивоа сигурности у регији.

### Либија
Током грађанског рата у Либији, насиље између протестаната и либијске владе под пуковником Муамером ел Гадафијем је ескалирало и 17. марта 2011. године довело је до усвајања Резолуције Савјета безбједности ОУН 1973, која је позвала на примирје и одобрила војну акцију са циљем заштите цивила. Коалиција коју је обухватало неколико чланица НАТО-а почела је спроводити забрану летова изнад Либије недуго послије, почевши са операцијом Харматан Ратног ваздухопловства Француске 19. марта.
Дана 20. марта 2011. године, чланице НАТО-а су се сложиле да ће примијенити ембарго на увоз оружја у Либију кроз операцију Уједињени заштитник користећи бродове из сталне поморске групе 1 и сталне противминске групе 1, као и бродове и подморнице чланица НАТО-а. Они би „надгледали, извјештавали и по потреби вршили пресуде бродовима за које се сумња да носе илегално оружје или плаћенике”.
Дана 24. марта, НАТО се сложио да преузме контролу над зоном забране летова од првобитне коалиције, док је заповједништво над циљаним копненим јединицама остало на снагама коалиције. НАТО је отпочео званично спровођење резолуције ОУН 27. марта 2011. уз помоћ Катара и Уједињених Арапских Емирата. До јуна, извјештаји о подјелама унутар савеза су се појавили, јер је само 8 од 28 чланица учествовало у борбеним операцијама, што је довело до сукоба између министар одбране САД Роберта Гејтеса и земаља као што су Пољска, Шпанија, Њемачка, Холандија и Турска, јер су оне вјеровале да је организација прекорачила свој мандат у сукобу. У свој завршном политичком говору у Бриселу 10. јуна, Гејтс је додатно критиковао савезничке земље у наговјештају да би њихове акције могле проузроковати пропаст НАТО-а. Министарство спољних послова Њемачке указало је на „значајан [њемачки] допринос НАТО-у и операцијама под вођством НАТО-а” и на чињеницу да је предсједник Обама високо цијенио овај ангажман.
Мисија је продужена до септембра. Норвешка је 10. јуна најавила да ће смањити допринос и потпуно се повући до 1. августа. Раније те седмице објављено је да данским ваздухопловима понестаје бомби. Наредне седмице шеф Ратне морнарице УК рекао је да операције земље у сукобу нису биле одрживе. До краја мисије у октобру 2011, након смрти пуковника Гадафија, авиони НАТО-а имали су око 9.500 удара по циљевима присталица Гадафија. Извјештај организације Хјуман рајтс воч из маја 2012. идентификовао је најмање 72 цивилне жртве. Након неуспјешног државног удара у октобру 2013. предсједник Владе Либије Али Зејдан затражио је техничке савјете и тренере од НАТО-а како би помогли у вези с текућим питањима безбједности.

## Земље чланице
| alt = Мапа Европе за означеним земљама у плавој, тиркизној, наранџастој и жутој боји на основу њиховог учешћа у НАТО-у | alt = Мапа свијета за означеним земљама у плавој, тиркизној, наранџастој, жутој, љубичастој и зеленој броји на основу њиховог учешћа у НАТО |                       |                          |                               |                                     |                                                                     |                                                                     | | |                                                                   |                                                                   |                                  |                                    |                                                                                             |                                                                                             |                                                                                             |
| \| \| Чланице НАТО-а \| \| Акциони план за чланство \| \| Партнерство за побољшане могућности \| \| Индивидуални акциони план партнерства \| \| Партнерство за мир \| \| Средоземни дијалог \| \| Истанбулска иницијатива за сарадњу \| \| Глобални партнери \| \| \| - Албанија - Белгија - Бугарска - Канада - Хрватска - Чешка - Данска - Естонија - Француска - Финска - Њемачка - Грчка - Мађарска - Исланд - Италија - Летонија - Литванија - Луксембург - Црна Гора - Холандија - Северна Македонија - Норвешка - Пољска - Португалија - Румунија - Словачка - Словенија - Шпанија - Шведска - Турска - Уједињено Краљевство - Сједињене Државе \| - Албанија - Белгија - Бугарска - Канада - Хрватска - Чешка - Данска - Естонија - Француска - Финска - Њемачка - Грчка - Мађарска - Исланд - Италија - Летонија - Литванија - Луксембург - Црна Гора - Холандија - Северна Македонија - Норвешка - Пољска - Португалија - Румунија - Словачка - Словенија - Шпанија - Шведска - Турска - Уједињено Краљевство - Сједињене Државе \| - Босна и Херцеговина \| - Босна и Херцеговина \| - Грузија - Јордан - Украјина \| - Грузија - Јордан - Украјина \| - Јерменија - Азербејџан - Грузија - Казахстан - Молдавија - Србија \| - Јерменија - Азербејџан - Грузија - Казахстан - Молдавија - Србија \| - Јерменија - Аустрија - Азербејџан - Белорусија - Босна и Херцеговина - Грузија - Ирска - Казахстан - Киргистан - Малта - Молдавија - Русија - Србија - Швајцарска - Таџикистан - Туркменистан - Украјина - Узбекистан \| - Јерменија - Аустрија - Азербејџан - Белорусија - Босна и Херцеговина - Грузија - Ирска - Казахстан - Киргистан - Малта - Молдавија - Русија - Србија - Швајцарска - Таџикистан - Туркменистан - Украјина - Узбекистан \| - Алжир - Египат - Израел - Јордан - Мауританија - Мароко - Тунис \| - Алжир - Египат - Израел - Јордан - Мауританија - Мароко - Тунис \| - Бахреин - Кувајт - Катар - УАЕ \| - Бахреин - Кувајт - Катар - УАЕ \| - Аустралија - Колумбија - Ирак - Јапан - Монголија - Нови Зеланд - Пакистан - Јужна Кореја \| - Аустралија - Колумбија - Ирак - Јапан - Монголија - Нови Зеланд - Пакистан - Јужна Кореја \| - Аустралија - Колумбија - Ирак - Јапан - Монголија - Нови Зеланд - Пакистан - Јужна Кореја \| | |                       |                          |                               |                                     |                                                                     |                                                                     | | |                                                                   |                                                                   |                                  |                                    |                                                                                             |                                                                                             |                                                                                             |
| | Чланице НАТО-а |                       | Акциони план за чланство |                               | Партнерство за побољшане могућности |                                                                     | Индивидуални акциони план партнерства                               | | Партнерство за мир |                                                                   | Средоземни дијалог                                                |                                  | Истанбулска иницијатива за сарадњу |                                                                                             | Глобални партнери                                                                           |                                                                                             |
| - Албанија - Белгија - Бугарска - Канада - Хрватска - Чешка - Данска - Естонија - Француска - Финска - Њемачка - Грчка - Мађарска - Исланд - Италија - Летонија - Литванија - Луксембург - Црна Гора - Холандија - Северна Македонија - Норвешка - Пољска - Португалија - Румунија - Словачка - Словенија - Шпанија - Шведска - Турска - Уједињено Краљевство - Сједињене Државе | - Албанија - Белгија - Бугарска - Канада - Хрватска - Чешка - Данска - Естонија - Француска - Финска - Њемачка - Грчка - Мађарска - Исланд - Италија - Летонија - Литванија - Луксембург - Црна Гора - Холандија - Северна Македонија - Норвешка - Пољска - Португалија - Румунија - Словачка - Словенија - Шпанија - Шведска - Турска - Уједињено Краљевство - Сједињене Државе | - Босна и Херцеговина | - Босна и Херцеговина    | - Грузија - Јордан - Украјина | - Грузија - Јордан - Украјина       | - Јерменија - Азербејџан - Грузија - Казахстан - Молдавија - Србија | - Јерменија - Азербејџан - Грузија - Казахстан - Молдавија - Србија | - Јерменија - Аустрија - Азербејџан - Белорусија - Босна и Херцеговина - Грузија - Ирска - Казахстан - Киргистан - Малта - Молдавија - Русија - Србија - Швајцарска - Таџикистан - Туркменистан - Украјина - Узбекистан | - Јерменија - Аустрија - Азербејџан - Белорусија - Босна и Херцеговина - Грузија - Ирска - Казахстан - Киргистан - Малта - Молдавија - Русија - Србија - Швајцарска - Таџикистан - Туркменистан - Украјина - Узбекистан | - Алжир - Египат - Израел - Јордан - Мауританија - Мароко - Тунис | - Алжир - Египат - Израел - Јордан - Мауританија - Мароко - Тунис | - Бахреин - Кувајт - Катар - УАЕ | - Бахреин - Кувајт - Катар - УАЕ   | - Аустралија - Колумбија - Ирак - Јапан - Монголија - Нови Зеланд - Пакистан - Јужна Кореја | - Аустралија - Колумбија - Ирак - Јапан - Монголија - Нови Зеланд - Пакистан - Јужна Кореја | - Аустралија - Колумбија - Ирак - Јапан - Монголија - Нови Зеланд - Пакистан - Јужна Кореја |

### Чланице
НАТО има 31 државу чланицу, које се углавном налазе у Европи и Сјеверној Америци. Неке од чланица имају територије на више континената, али оне могу бити покривене само до Сјеверног повратника, докле се протеже „подручје одговорности” НАТО-а према члану 6. Сјеверноатлантског споразума. Током првобитних преговора о споразуму, Сједињене Државе су инсистирале да се колоније као што је Белгијски Конго буду искључене из споразума. Француски Алжир је био покривен до независности Алжира 3. јула 1962. године. Дванаест чланица од укупно тридесет једне су првобитне чланице које су се придружиле 1948. године, док се осталих деветнаест придружило у једном од осам кругова проширења.
Од средине шездесетих до средине деведесетих година 20. вијека, Француска је спроводила војну стратегију независну од НАТО-а у оквиру политике које се назива „гало-митерандизам”. Француска је остала једина чланица НАТО-а изван нуклеарне групе за планирање и за разлику од САД и УК, није потчинила своје нуклеарне подморнице савезу. Неколико чланица троши више од 2% свог БДП на одбрану, док издвајања САД чине 3⁄4 одбрамбених трошкова НАТО-а.

### Проширења
Нове чланице савеза добрим дијелом су биле из средње и источне Европе, укључујући бивше чланице Организације Варшавског споразума. Приступање савезу одређено је појединачним акционом плановима за чланство и потребно је одобрење сваке тренутне чланице савеза. НАТО тренутно има двије државе кандидаткиње које се налазе у поступку придруживања савезу — Босна и Херцеговина и Шведска. Шведска је потписала протокол о приступању у мају 2022. како би постала чланица савеза, а протокол је у поступку ратификације међу државама чланицама. Приступање Шведске савезу блокирају Мађарска и Турска. Како би нове и могуће чланице на Балкану подржале једна другу у поступку придружења, оне су 2003. године основале Јадранску повељу. Грузија се именује као држава која тежи ка чланству, а обећано јој је и „будуће чланство” током Букурешког самита 2008. године, иако је амерички предсједник Обама 2014. године рекао да та земља није „тренутно на путу” за чланство.
Русија се наставља противи даљем проширењу савеза, сматрајући поступак нескладним са неформалним договором између совјетског вође Михаила Горбачова и европских и америчких преговарача којим је омогућена мирно уједињење Њемачке. Напори ка проширењу НАТО-а челници Русије виде као наставак покушаја из Хладног рата да окруже и изолују Русију, иако су ти напори критиковани и на западу. Анкета Левада центра из јуна 2016. године каже да 68% Руса мисли да је распоређивање снага НАТО-а у балтичке државе и Пољску — бивше земље Источног блока које се граниче са Русијом — пријетња за Русију. Као супротност, 65% анкетираних Пољака у извјештају {#Pew Research}- центра из 2017. године препознало је Русију као „главну пријетњу”, са просјеком од 31% у свим чланицама НАТО-а, а 67% анкетираних Пољака 2017. је исказало наклоност ка америчким војним снагама са сједиштем у Пољској. Међу земљама источне Европе, изузев чланица Заједнице независних држава, које је анкетирао Галуп 2016. године, све осим Србије и Црне Горе видјеле су НАТО више као заштитни савез него као пријетњу.
Однос Украјине према НАТО-у и Европи био је политички контроверзан, а побољшање односа био је један од циљева Евромајдана 2014. године током којег је свргнут проруски предсједник Виктор Јанукович. У марту 2014. године, предсједник Владе Арсениј Јацењук поновио је став владе да Украјина не тражи чланство у НАТО-у. Украјински предсједник је након тога потписао нацрт закона према коме се земљи укида несврстани статус у циљу могућег чланства у НАТО-у, али је наговијестио да ће се одржати референдум прије тражења чланства. Украјина је једна од осам земаља источне Европе са појединачним акционом планом за чланство. Акциони план је отпочео 2012. године и отворен је за све земље које имају политичку вољу и способност да продубе свој односа са савезом.
У јуну 2018. године, Катар је изразио жељу за чланством у НАТО-у. Међутим, НАТО је одбацио чланство, наводећи да би се само додатне европске земље могле придружити у складу са чланом 10 Сјеверноатлантског споразума. Катар и НАТО су претходно потписали заједнички споразум о безбједности у јануару 2018. године.

### Партнерства

#### Партнерство за мир
Евро-атлантски пакт Партнерство за мир се састоји од 31 земаља НАТО и 17 земаља које се налазе ван Алијансе:
- 3 земље које су (иако војно неутралне) представљале капиталистичко уређење током Хладног рата:

-  Аустрија
-  Ирска
-  Швајцарска

- 12 бивших совјетских република:

-  Јерменија
-  Азербејџан
-  Белорусија
-  Грузија
-  Казахстан
-  Киргистан
-  Молдавија
-  Русија
-  Таџикистан
-  Туркменистан
-  Украјина
-  Узбекистан

- 2 бивше југословенске републике

-  Босна и Херцеговина
-  Србија

#### Савјет Русија—НАТО
НАТО и Русија су се 1997. године обострано обавезале „на међусобну сарадњу у циљу стварања стабилног, безбједног и неподијељеног континента на основама партнерства и заједничког интереса”.
Маја 2002, ова сарадња је ојачана стварањем савјета Русија—НАТО, који је зближио чланице НАТО-а и Русију.